# Szerb Néppárt
A Szerb Néppárt (szerbül Srpska Narodna Partija, SNP) egy szerbiai politikai párt, melyet 2014 szeptemberében hoztak létre a Szerbiai Demokrata Párt korábbi tagjai. A párt a 2016-os parlamenti választáson a Szerb Haladó Párttal koalícióban került be a parlamentbe. 

## Választási eredmények
| Választás | Szavazatok száma | Szavazatok aránya | Mandátumok száma | Mandátumok aránya | Parlamenti szerepe |
| --------- | ---------------- | ----------------- | ---------------- | ----------------- | ------------------ |
| 2016-os1  | 1 823 147        | 48,25%            | 3                | 1,2%              | kormánypárt        |
| 2020-as1  | 1 953 998        | 60,71%            | 3                | 1,2%              | kormánypárt        |

1 a Szerb Haladó Párt koalíciójának eredménye, melynek része a Szerb Néppárt

## Fordítás
- Ez a szócikk részben vagy egészben  a   Serbian People's Party (2014) című angol Wikipédia-szócikk ezen változatának fordításán alapul.  Az eredeti cikk szerkesztőit annak laptörténete sorolja fel. Ez a jelzés csupán a megfogalmazás eredetét és a szerzői jogokat jelzi, nem szolgál a cikkben szereplő információk forrásmegjelöléseként.

## Külső linkek
- saját honlap